# Dropshipping
Dropshipping – model logistyczny wykorzystywany w sprzedaży przez Internet polegający na przeniesieniu procesu wysyłki towaru na dostawcę. Rola sklepu internetowego w tym modelu sprowadza się do zbierania zamówień i przesyłania ich do dostawcy, który realizuje wysyłkę towaru do klienta. Podobnie jak w handlu detalicznym, sprzedawca osiąga zysk z różnicy pomiędzy ceną hurtową a detaliczną.

## Opis koncepcji

### Główne założenia
Dropshipping jest rozwiązaniem dla mniejszych sklepów, które sprzedają towar w mniejszych ilościach i nie chcą zamrażać środków na masowe zamówienia zapasów od dostawców lub wydłużać czasu realizacji zamówień poprzez ich gromadzenie. Zamiast dużej przesyłki do sklepu, dostawca sam dokonuje wysyłki towaru bezpośrednio do klienta. 
Dropshipping jest również praktykowany w przypadku towarów o dużych rozmiarach – jak budynki ze stali, gdzie sprzedawca pobiera depozyt i budynek jest dostarczany bezpośrednio na plac budowy nabywcy.

### Zalety
Dwie główne korzyści z dropshippingu to brak odgórnej potrzeby alokacji pieniądza w towarze i regularny przepływ środków pieniężnych. Inne korzyści obejmują:
- pozbycie się problemów magazynowych, ograniczenie kosztów ochrony mienia i jego transportu. Potrzeba stworzenia zaplecza magazynowego zachodzi w przypadku możliwości zwrotu towaru, który jest odsyłany od klientów;
- szybkość dostawy;
- możliwość skupienia się na innych aspektach biznesu;
- płatność za towar (sklep-hurtownia) może nastąpić dopiero wówczas, kiedy klient dokona zapłaty na rzecz sklepu.

### Wady
Negatywną cechą dropshippingu jest utrata przez sklep pewności, że każde zamówienie będzie na pewno zrealizowane w gwarantowanym przez sklep czasie. Na przykład zamówienie może zostać niezrealizowane, gdy sprzedający prosi o wysyłkę z hurtowni, a produkt jest już wyprzedany. Problem ten rozwiązuje dobra komunikacja z dostawcami. Inną wadą dropshippingu jest ograniczona możliwość brandingu i oznakowania paczek oraz ograniczony kontakt z klientem.
Zauważalną wadą jest też możliwość przejęcia bazy danych o klientach przez dostawcę i docieranie do nich z ofertą bez pośrednictwa sklepu.